# 龙穴岛
龙穴岛，又名龍穴洲，是一個島嶼，位處广东省广州市南沙区南部，地处珠江口的蕉门、虎门出口交界处，北距距广州86公里。片区面积达到49.8平方公里，是南沙区最大的海岛。主要由龙穴岛旅游区、鸡抱沙、孖沙组成。

## 位置
地图上，島呈三角，上指西北，東西爲一橫。龙穴岛位于伶仃洋最北一帶，邻近珠江口的虎門水道。島向東北望，東側为穿鼻水道，中间的两座小型岛屿与三板洲相连。向西北望即为虎門西側大角山。龍穴向西望有萬顷沙島。

## 歷史
神話傳說南海龍王的宮殿就設在這座島上。此地的「龍穴樓台」是旧日清期「新安八景」之一。 而早在宋代時，龍穴洲附近海面就常霞蒸霧罩。據傳宋代文學家、書法家蘇東坡被貶至惠州時，聞此地有海市蜃樓，曾登舟前往，因不逢其時而未能飽覽。 
而在明代每逢年初三到初五，民眾會擁至虎門靖康、歸德，等待觀賞島上空出現的海市蜃樓，史載景緻如下：
|  | 海市多見靖康場，當晦夜，海光忽生，水面盡赤。有無數燈火往來，螺女鮫人之屬，喧喧笑語。聞賣珠鬻錦數錢糧米聲，至曉方止。 |

龙穴岛基岩由石英岩组成，曾是珠江三角洲第四纪早期至中晚期(约260万-15万年前)准平原内的残丘。约12万年前，正值冰面高水平时期，三角洲南部地区发生第四纪以来的首次海侵，基岩小山成为伶仃洋中的浮丘。约10万年前，随着海平面波动性下降，龙穴岛基岩小山复为连接古珠江三角洲平原的小丘。约2万年前，随后气候回暖，海平面上升。约6000年前，珠江三角洲大部分地区被淹，成为南海深入内陆的大海湾，龙穴岛再次成为海上孤丘。近6000年以来，海平面趋于稳定，珠江三角洲开始淤积成形，海岸线南移，伶仃洋喇叭状河口湾初步成形。
在最近的考察中，龙穴岛原来只是一座基岩小山，面积不到2平方公里，经由蕉门水道、凫洲水道，洪奇沥水道以及周边海水到来的冲刷，形成了鸡抱沙，孖沙等河心摊。这已是该岛最初的趋形。随着沙洲扩大与20世纪80年代人为开垦，1999年鸡抱沙围垦成陆和2005年孖沙围垦成陆，至此龙穴岛亦演变成了沙丘与平地共存的样子。
最早来此定居的多是疍家渔民，居民多以捕鱼为生。改革开放后，归属珠江华侨农场管辖。20世纪80年代开发南沙后，龙穴岛因优越的地理位置开始发展造船业及物流业。

## 自然環境
由龍穴、銅鼓、爻杯三小島組成。銅鼓山是原始龍穴島的三個山頭之一，曾經東臨伶仃洋，張保仔洞就在山下。島嶼盛產香大蕉、荔枝、西瓜和海鮮。
常見海鮮有：金古魚（當地俗話：上山怕老虎，下海怕金古）、黃腳鯉、鱸魚、龍利、黃魚（獅子魚）、白鴿魚、花魚、大澳魚、奄哥魚、黃蟹、肉蟹、圍蝦同麻蝦等。
環島海灘，有天然泳場，間有卵石、貝殼。島四周受海潮沖刷，形成眾多的海蝕洞，有許多特別稱呼：鯉魚宮、蝦宮、蟹宮、龍宮、藏寶洞等。海濱岩隙多長古榕樹，雖經颱風侵襲，仍穩健婆娑。

## 科考码头
龙穴岛东北角坐落一处中国国内规模最大的科考专用码头：中国地质调查局广州海洋地质调查局科考码头，该码头由广州海洋地质调查局与广州市南沙区政府共同建设，2020年10月开工建设，2022年11月主体通过交工验收。其占地面积约300亩，码头岸线一千米，建有五个科考船泊位，总长七百米，陆域配套面积约1.2万平方米。

## 觀光點
離島約200米的巨礁上，有道光年間英國建造的燈塔，潮退時可涉水而至。海島中部銅鼓山上原建有旅遊設施，廢棄，但仍可自行前往。
- 三聖宮廟
- 觀日亭
- 望江亭
- 張保仔洞
- 蟹洞
- 一線天
- 小海灣
- 防空洞等

## 產業
岛上有南沙经济技术开发区、南沙保税港区等，是广州港的一部分。在建有南沙國際物流園區，二期南沙港區等。龍穴島東部大部分被造船廠、港口、物流園區佔據，填海而成的中船龍穴造船基地就佔有約7.6公里的海岸線，其被視為華南最大、全國三大造船基地之一。南端的南沙港冷链碼頭，亦被称为“全国最大冰箱”，為廣州港第四大港區，最為年輕。

### 規劃
南沙港規劃涵蓋港區集裝箱、大宗散貨、石油化工、鋼鐵等各類性質泊位，根據廣州市政府的設想，計劃本地區發展鋼鐵、石化、造船、物流等產業。2009年廣州市為龍穴島制定了用海規劃，計劃到2020年龍穴島面積將達到76平方公里，規劃填海約22平方公里，增加臨港產業用地或儲備用地。

## 交通
南北兩端，鳧洲大橋、新龍大橋分別與南沙街、萬頃沙鎮相連。
- 地铁：地铁4号线塘坑站，换乘南沙1路至龙城商业中心站[13]。

- 客車：長途客車至番禺汽车站，转新垦车站，接駁碼頭班船到龙穴岛[14]。

- 港口：四個50000噸級南沙港區集裝箱一期碼頭。
- 高速公路：南沙港快速路